# گابی: یک داستان واقعی
گابی: یک داستان واقعی (به انگلیسی: Gaby: A True Story) فیلمی محصول سال ۱۹۸۷ و به کارگردانی لوئیس ماندوکی است. در این فیلم بازیگرانی همچون لیو اولمان، نورما آله‌آندرو، رابرت لوجا، لارنس مونوسن، ریچل شاگال، تونی گلدوین و رابرت بلتران ایفای نقش کرده‌اند.